# Dolno Lissitché
Dolno Lissitché ou Dolno Lisiče (en macédonien Долно Лисиче) est un village situé à Aerodrom, une des dix municipalités spéciales qui constituent la ville de Skopje, capitale de la Macédoine du Nord. Le village comptait 2440 habitants en 2002. Il se trouve au sud-est de l'agglomération de Skopje, près du Vardar.

## Démographie
Lors du recensement de 2002, le village comptait :
- Macédoniens : 2 378
- Serbes : 47
- Valaques : 1
- Autres : 14